# Urko Rafael Pardo
Urko Rafael Pardo Goas (Bruxelas, 28 de janeiro de 1983) é um futebolista belgo-espanhol naturalizado cipriota que atua como goleiro.
Atualmente joga pelo APOEL, principal clube do Chipre.

## Carreira
Urko começou sua carreira na Espanha, tendo somente regularidade de partidas no futebol grego pelo Irakiis na primeira divisão grega. Após uma passagem por empréstimo pelo Olympiakos, foi contratado em defininitvo pelo APOEL em 2011.
Pelo clube cipriota conseguiu a maior regularidade de sua carreira sendo titular no gol, conquistando um tricampeonato nacional (2012/2013, 2013,2014 e 2014/2015) além de participações na Champions League.